# Ptychodacteae
Sous-ordre
Les Ptychodacteae ou Ptychodactiaria forment un groupe d'anémones de mer.
Parfois considéré comme une simple famille des Actiniaria, parfois ordre distinct, cd groupe est placé comme sous-ordre des Actiniaria par Cappola & Fautin 2000, suivi par World Register of Marine Species.
Il y a trois genres monotypiques.

## Classification
Selon World Register of Marine Species (13 avril 2015) et ITIS (13 avril 2015) :
- famille Preactiidae England in England & Robson, 1984
  - genre Dactylanthus Carlgren, 1911
    - espèce Dactylanthus antarcticus Clubb, 1908

  - genre Preactis England, in England & Robson 1984
    - espèce Preactis millardae England, in England & Robson 1984
- famille Ptychodactiidae Appellvf, 1893
  - genre Ptychodactis Appellöf 1893
    - espèce Ptychodactis patula Appellöf 1893

## Référence
- Valerie A. Cappola & Daphne G. Fautin 2000 All three species of Ptychodactiaria belong to order Actiniaria (Cnidaria: Anthozoa) Journal of the Marine Biological Association of the UK, 80:6:995-1005